# Comuna de Jelcz-Laskowice
Jelcz-Laskowice (polaco: Gmina Jelcz-Laskowice) é uma gminy (comuna) na Polónia, na voivodia de Baixa Silésia e no condado de Oławski. A sede do condado é a cidade de Jelcz-Laskowice.
De acordo com os censos de 2004, a comuna tem 21 481 habitantes, com uma densidade 127,8 hab/km².

## Área
Estende-se por uma área de 168,1 km², incluindo:
- área agrícola: 57%
- área florestal: 33%

## Demografia
Dados de 30 de Junho 2004:
|                      | Total   | Total | Mulheres | Mulheres | Homens  | Homens |
| -------------------- | ------- | ----- | -------- | -------- | ------- | ------ |
|                      | pessoas | %     | pessoas  | %        | pessoas | %      |
| População            | 21 481  | 100   | 10 854   | 50,5     | 10 627  | 49,5   |
| Densidade (pop./km²) | 127,8   | 100   | 64,6     | 64,6     | 63,2    | 63,2   |

De acordo com dados de 2002, o rendimento médio per capita ascendia a 1168,87 zł.

## Comunas vizinhas
- Bierutów, Czernica, Lubsza, Namysłów, Oleśnica, Oława, Oława